# Urmas Viilma
Urmas Viilma (* 13. srpna 1973, Tallinn) je estonským luterským knězem, teologem a arcibiskupem.
Po studiích teologie byl roku 1993 ordinován na diakona a roku 1998 na kněze. Od roku 2010 byl kazatelem v Tallinnském dómu. Od roku 2005 zasedá v konzistoři Estonské evangelické luterské církve. Dne 24. listopadu 2014 byl zvolen arcibiskupem a za biskupa byl ordinován 2. února 2015.
Roku 2017 byl zvolen viceprezidentem Světové luterské federace pro středovýchodní Evropu.
Urmas Viilma byl aktivním i v komunální politice za konzervativní politická uskupení.
Viilma je konzervativním teologem; vyslovil se kupříkladu proti tomu, aby se duchovními mohli stát homosexuálové, kteří nežijí v celibátu.
Je ženatý, s manželkou Egle má dceru.